# 弗龙蒂尼昂
弗龙蒂尼昂（法語：Frontignan，法語發音：[fʁɔ̃tiɲɑ̃]），法国南部城市，奥克西塔尼大区埃罗省的一个市镇，隶属于蒙彼利埃区，其市镇面积为31.72平方公里，2022年1月1日时人口数量为23,788人，在法国城市中排名第390位。
弗龙蒂尼昂位于埃罗省中南部，地中海海滨，安格里勒湖与托潟湖之间，塔拉斯孔－塞特铁路和多条公路由此通过。弗龙蒂尼昂是法国南部地中海沿岸的度假小镇之一，以其舒适而温暖的地中海气候而闻名。自上世纪50年代以来这一地区人口不断增加。

## 地名来源
“Frontignan”一名来自拉丁语人名“Frontinius”，后者可能为当地历史上的一位领主。
弗龙蒂尼昂所在区域历史上曾通行奥克语，“Frontignan”在奥克语维基百科及Openstreetmap中对应的拼写为“Frontinhan”，其读音为[fɾun.ti.'ɲaː] ⓘ。

## 历史

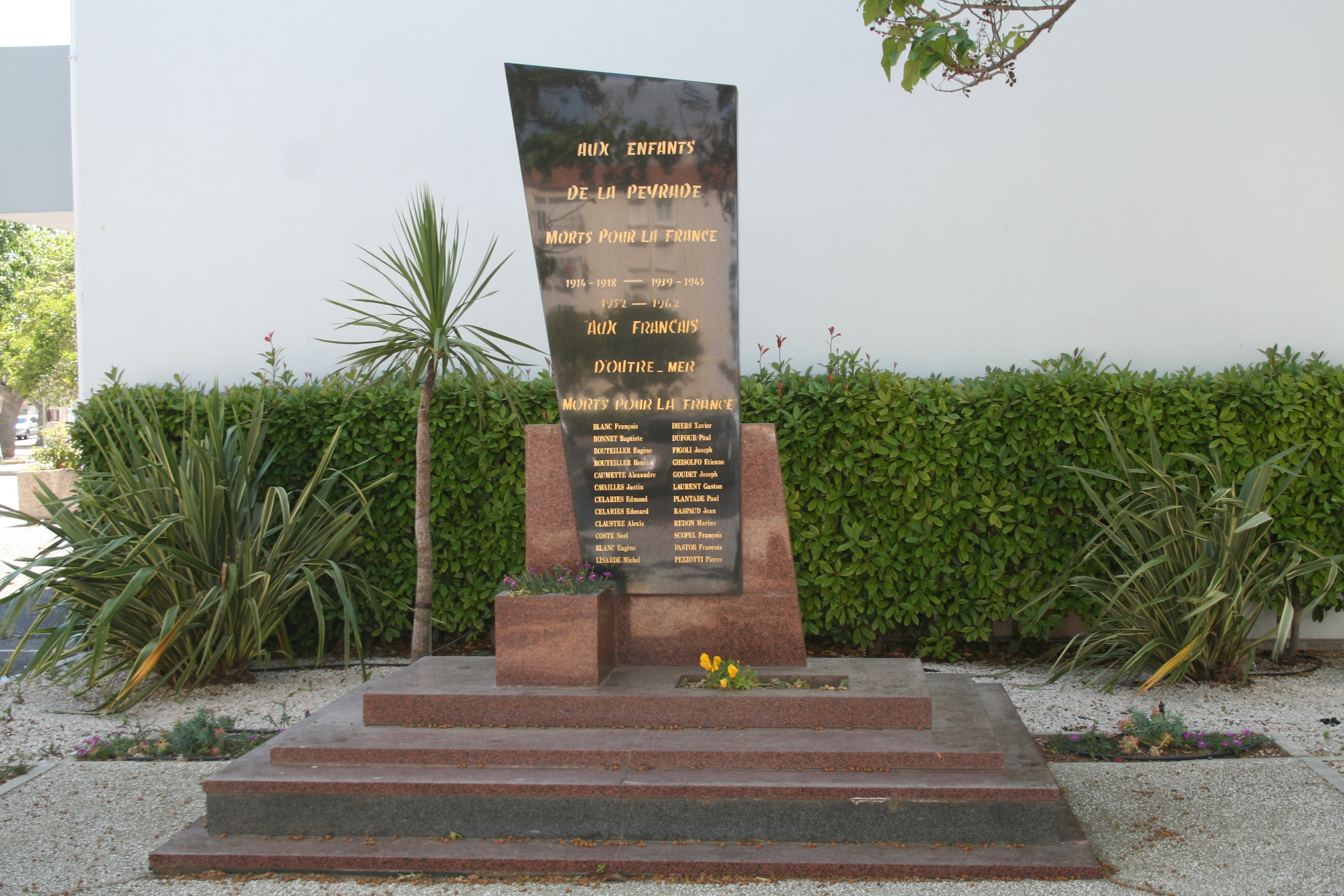
弗龙蒂尼昂境内的战争烈士纪念碑

弗龙蒂尼昂早起历史尚不清楚。根据当地官方网站的论述，弗龙蒂尼昂最初在公元1030年的一份文件中被提及，彼时，当地为一处地中海沿岸的渔村。13世纪时，弗龙蒂尼昂附近出现了葡萄酒种植园；15世纪后，当地沿海地区则出现了盐场。随着经济活动的发展，弗龙蒂尼昂的城市得到扩张。17世纪时，在黎塞留的建议下，弗龙蒂尼昂南侧高地新建了塞特城堡，后塞特于1730年脱离弗龙蒂尼昂成为一个独立城市。18世纪初，连接托潟湖和奥尔湖的运河开凿建成。法国大革命后，弗龙蒂尼昂成为埃罗省的一个市镇。工业革命期间，途径弗龙蒂尼昂的塔拉斯孔－塞特铁路建成通车。自20世纪中期以来，随着旅游业的发展以及朗格多克地区的城市扩张，弗龙蒂尼昂人口数量逐年增加，当地兴建了多处度假村及旅游配套设施。

## 地理

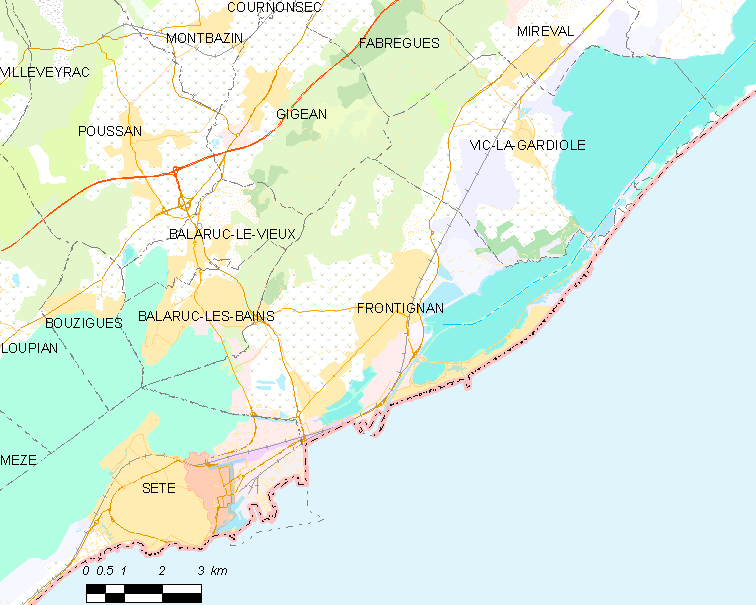
弗龙蒂尼昂市镇范围地图

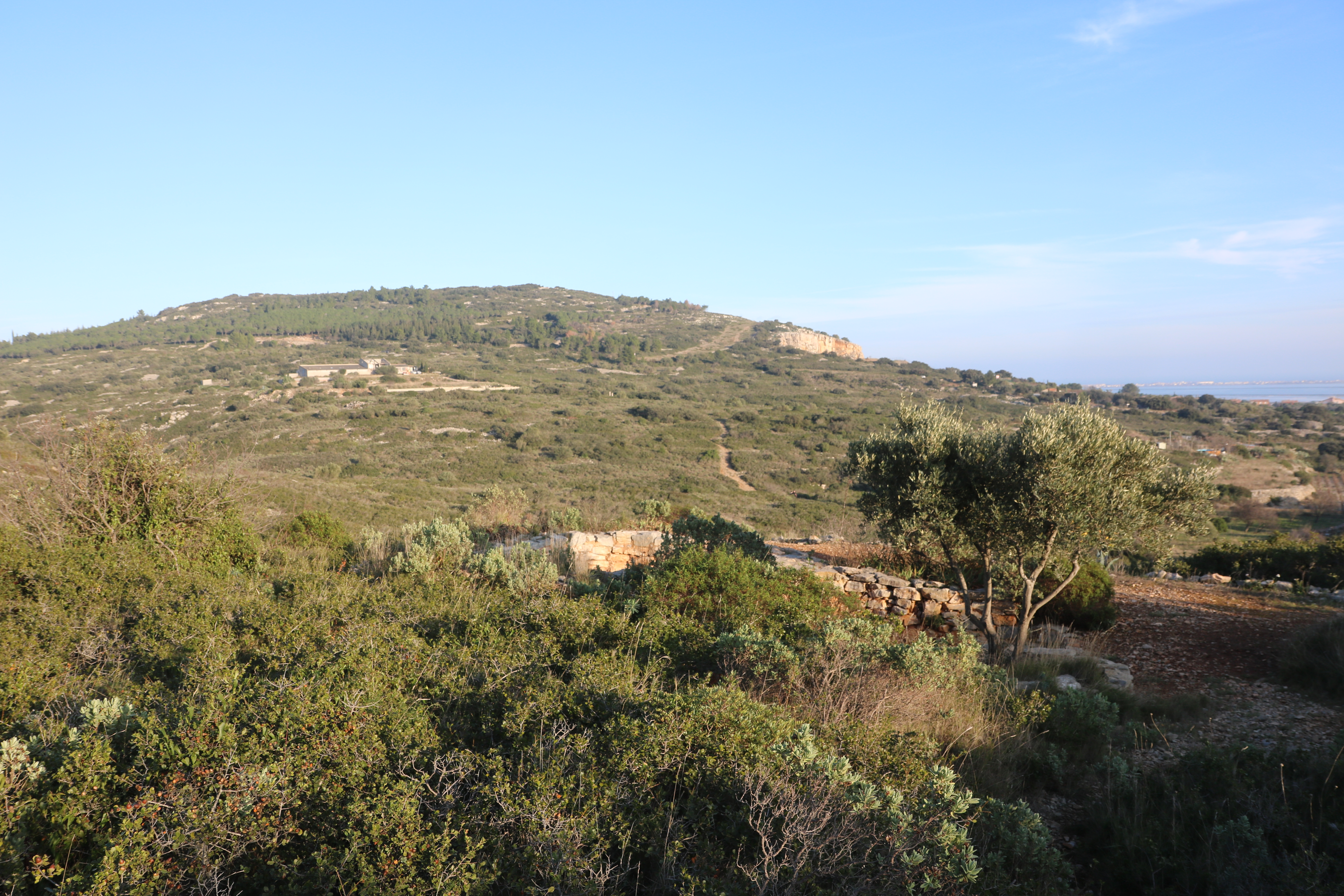
弗龙蒂尼昂境内的坡地

弗龙蒂尼昂位于法国南部，奥克西塔尼大区东部和埃罗省中南部，距离省会蒙彼利埃大约25公里。与弗龙蒂尼昂接壤的市镇包括：旧巴拉吕克、日让、维克拉加尔迪奥勒、巴拉吕克莱班和塞特。

### 地形
弗龙蒂尼昂位于地中海沿岸，境内以平原和丘陵为主，市镇中心地势较为平坦，西北部地区则略有起伏，全境海拔在0到223米之间。

### 水文
弗龙蒂尼昂濒临地中海，安格里勒湖的部分水域为弗龙蒂尼昂的市镇管辖范围，另有人工开凿的罗讷河－塞特运河（包含多条水道）经过其境内。

### 植被
弗龙蒂尼昂属于地中海常绿硬叶区，林地主要分布于市镇范围北部的丘陵地区。镇中心的维克多·雨果公园（Parc Victor Hugo）是当地主要的城市绿地。
在鲜花城市的评比中，弗龙蒂尼昂被评为1星级鲜花城市。

### 气候
弗龙蒂尼昂在柯本气候分类法中属于地中海气候。
距离弗龙蒂尼昂最近的常年气象站位于塞特境内，以下为该气象站的数据（其中日照数据取自蒙彼利埃）：
| 塞特 1981年－2019年 | 塞特 1981年－2019年 | 塞特 1981年－2019年 | 塞特 1981年－2019年 | 塞特 1981年－2019年 | 塞特 1981年－2019年 | 塞特 1981年－2019年 | 塞特 1981年－2019年 | 塞特 1981年－2019年 | 塞特 1981年－2019年 | 塞特 1981年－2019年 | 塞特 1981年－2019年 | 塞特 1981年－2019年 | 塞特 1981年－2019年 |
| 月份                | 1月                 | 2月                 | 3月                 | 4月                 | 5月                 | 6月                 | 7月                 | 8月                 | 9月                 | 10月                | 11月                | 12月                | 全年                |
| ------------------- | ------------------- | ------------------- | ------------------- | ------------------- | ------------------- | ------------------- | ------------------- | ------------------- | ------------------- | ------------------- | ------------------- | ------------------- | ------------------- |
| 历史最高温 °C（°F） | 20.2 (68.4)         | 21.8 (71.2)         | 27.1 (80.8)         | 31 (88)             | 33.1 (91.6)         | 40.3 (104.5)        | 37 (99)             | 36.4 (97.5)         | 34.2 (93.6)         | 32.1 (89.8)         | 25.4 (77.7)         | 20.4 (68.7)         | 40.3 (104.5)        |
| 平均高温 °C（°F）   | 10.8 (51.4)         | 11.6 (52.9)         | 14.6 (58.3)         | 16.9 (62.4)         | 20.6 (69.1)         | 24.9 (76.8)         | 27.8 (82.0)         | 27.4 (81.3)         | 23.7 (74.7)         | 19.3 (66.7)         | 14.3 (57.7)         | 11.4 (52.5)         | 18.6 (65.5)         |
| 日均气温 °C（°F）   | 8 (46)              | 8.6 (47.5)          | 11.3 (52.3)         | 13.5 (56.3)         | 17.2 (63.0)         | 21.2 (70.2)         | 23.9 (75.0)         | 23.7 (74.7)         | 20.3 (68.5)         | 16.5 (61.7)         | 11.6 (52.9)         | 8.8 (47.8)          | 15.4 (59.7)         |
| 平均低温 °C（°F）   | 5.3 (41.5)          | 5.5 (41.9)          | 7.9 (46.2)          | 10.1 (50.2)         | 13.8 (56.8)         | 17.4 (63.3)         | 20 (68)             | 19.9 (67.8)         | 16.8 (62.2)         | 13.6 (56.5)         | 9 (48)              | 6.2 (43.2)          | 12.1 (53.8)         |
| 历史最低温 °C（°F） | −11 (12)            | −12 (10)            | −6.2 (20.8)         | 1.4 (34.5)          | 4.2 (39.6)          | 6.5 (43.7)          | 12.4 (54.3)         | 8.9 (48.0)          | 2.8 (37.0)          | 1.1 (34.0)          | −1.5 (29.3)         | −7.2 (19.0)         | −12 (10)            |
| 平均降水量 mm（）   | 51.4 (2.02)         | 51.8 (2.04)         | 39.7 (1.56)         | 48.3 (1.90)         | 42.3 (1.67)         | 25.2 (0.99)         | 11.5 (0.45)         | 26.4 (1.04)         | 56.7 (2.23)         | 90.9 (3.58)         | 65.2 (2.57)         | 51.3 (2.02)         | 560.7 (22.07)       |
| 月均日照時數        | 142.9               | 168.1               | 220.9               | 227.0               | 263.9               | 312.4               | 339.7               | 298.0               | 241.5               | 168.6               | 148.8               | 136.5               | 2,668.3             |
| 来源：infoclimat.fr |                     |                     |                     |                     |                     |                     |                     |                     |                     |                     |                     |                     |                     |

## 行政区划
弗龙蒂尼昂的市镇编号为34108，邮政编号为34100。
在行政管理方面，弗龙蒂尼昂隶属于法国奥克西塔尼大区埃罗省蒙彼利埃区；在地方选举方面，弗龙蒂尼昂是弗龙蒂尼昂县的中央投票站所在地，其市镇范围全境被划入埃罗省第八选区；在社会管理方面，弗龙蒂尼昂是塞特地中海城市圈公共社区的办公驻地。
弗龙蒂尼昂的莱德潘（Les Deux Pins）街区为城市政策优先街区，该街区实行街区自治制度。
法国国家统计与经济研究所（简称）在进行数据统计时，将弗龙蒂尼昂及相邻的另外6个市镇设为塞特城市核心区以及塞特城市区。自2020年起，塞特城市区被撤销，弗龙蒂尼昂被划入包含161个市镇的蒙彼利埃城市辐射区。此外，还将弗龙蒂尼昂市镇分为了8个“块区”（IRIS），以便于统计人口分布情况。

## 交通

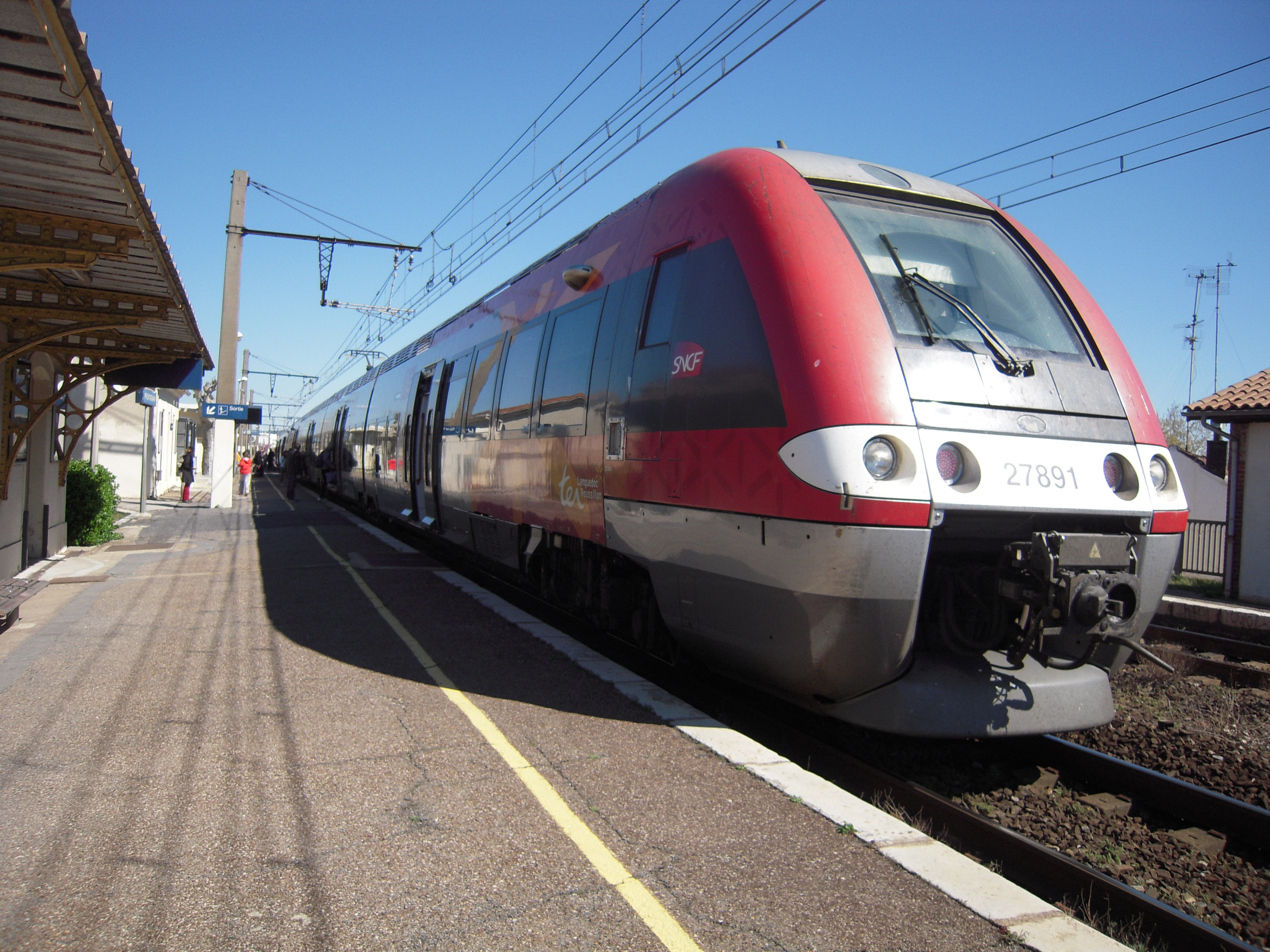
弗龙蒂尼昂火车站内停靠的区域列车

### 公路
埃罗省省道D2线、D60线、D129线、D600线、D612线在弗龙蒂尼昂境内交汇，奥克西塔尼大区下属的城际客运提供巴士线路，可前往周边部分市镇。
| 33 | 9 |

| 蒙彼利埃 | 26 |

| 塞特 | 8 |

| 圣让德韦达斯 | 21 |

2019年，65.2%的弗龙蒂尼昂家庭拥有至少一辆私人汽车。2019年，弗龙蒂尼昂境内共发生各类交通事故5起，造成4人遇难，3人受伤，其中3人重伤。

### 铁路
弗龙蒂尼昂位于塔拉斯孔－塞特铁路上。弗龙蒂尼昂站位于市区东部，停靠往返于阿维尼翁和纳博讷一线的区域列车。

### 航空
距离弗龙蒂尼昂最近的民用航空站为蒙彼利埃机场，距离弗龙蒂尼昂市中心的公路里程约28公里。

### 城市公共交通
弗龙蒂尼昂是塞特城市圈公共交通（商业名称为）的服务覆盖范围，后者是塞特城市圈的城市公共交通系统。截至2022年11月，该系统共包括22条公交线路，其中11路、12路、16路、17路、18路经过了弗龙蒂尼昂市镇范围内。

## 政治

### 市政内阁

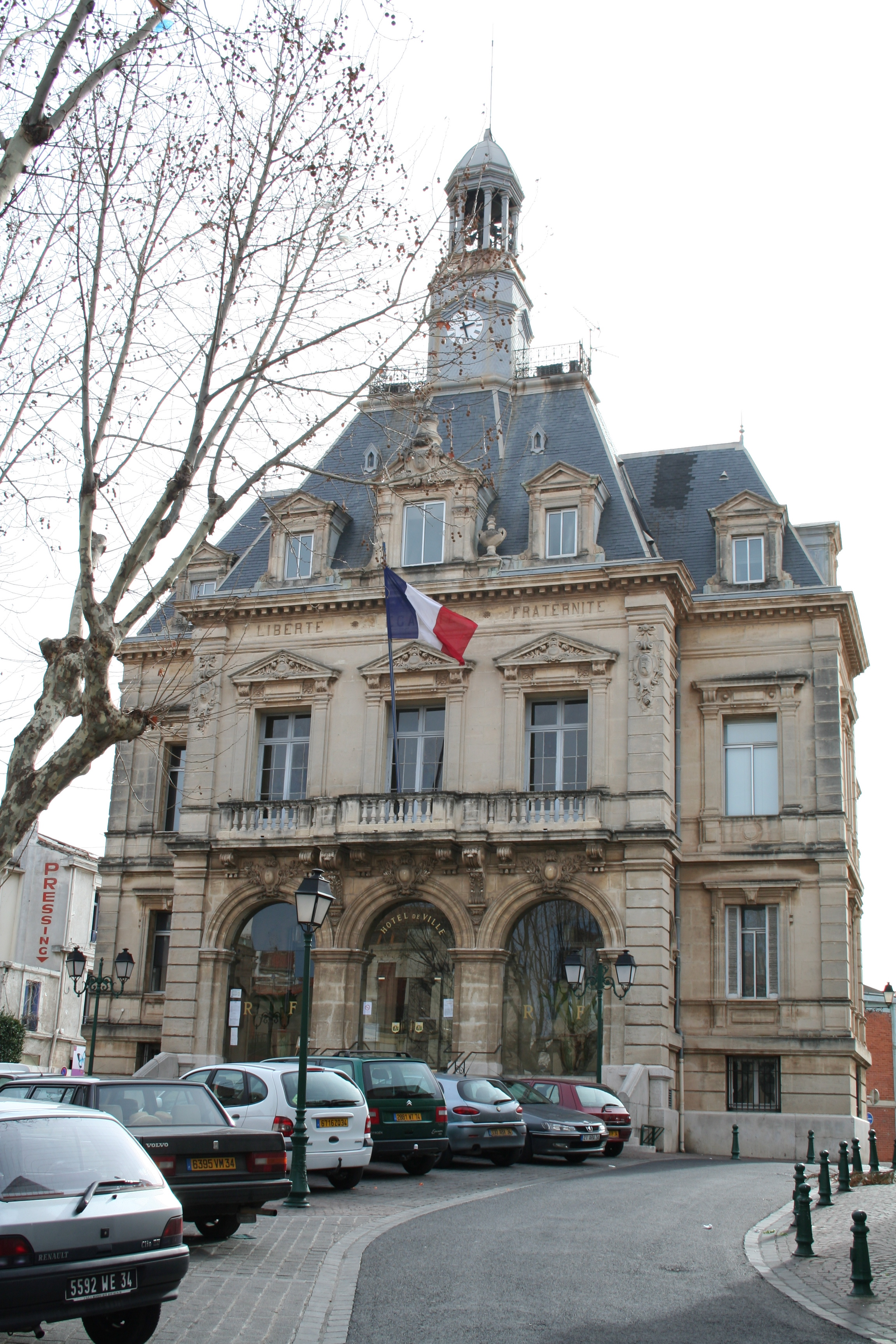
弗龙蒂尼昂市政厅

弗龙蒂尼昂的现任市长为米歇尔·阿鲁伊先生（Michel ARROUY），他是一名左翼无党派人士，在2020年的市政选举中获得了58.01%的支持率。
| 弗龙蒂尼昂历届市长 | 弗龙蒂尼昂历届市长                    | 弗龙蒂尼昂历届市长   |
| 任期               | 市长                                  | 党派                 |
| ------------------ | ------------------------------------- | -------------------- |
| 1944年－1945年     | Élysée GALABERT 爱丽舍·加拉贝尔       | SFIO工人国际法国支部 |
| 1945年－1953年     | Georges AILLAUD 乔治·阿约             | PCF法国共产党        |
| 1953年－1965年     | Philippe CHAPPOTIN 菲利普·沙波坦      | SFIO工人国际法国支部 |
| 1965年－1970年     | Hubert BRIVES 于贝尔·布里夫           | 不详                 |
| 1970年－1971年     | Michel ROGER 米歇尔·罗歇              | 不详                 |
| 1971年－1989年     | Philippe CHAPPOTIN 菲利普·沙波坦      | PS社会党             |
| 1989年－1990年     | Christian COMBETTES 克里斯蒂安·孔贝特 | 不详                 |
| 1990年－1995年     | Dominique RUGGIERO 多米尼克·鲁杰罗    | 無黨籍               |
| 1995年－2020年     | Pierre BOULDOIRE 皮埃尔·布尔杜瓦尔    | PS社会党             |
| 2020年－           | Michel ARROUY 米歇尔·阿鲁伊           | DVG左翼无党派人士    |

### 各级选举
| 弗龙蒂尼昂历届投票选举结果 | 弗龙蒂尼昂历届投票选举结果 | 弗龙蒂尼昂历届投票选举结果 | 弗龙蒂尼昂历届投票选举结果 | 弗龙蒂尼昂历届投票选举结果        | 弗龙蒂尼昂历届投票选举结果 | 弗龙蒂尼昂历届投票选举结果 | 弗龙蒂尼昂历届投票选举结果        | 弗龙蒂尼昂历届投票选举结果 | 弗龙蒂尼昂历届投票选举结果 |
| 选举项目                   | 选举范围                   | 选区单位                   | 选区单位内的选举结果       | 选区单位内的选举结果              | 选区单位内的选举结果       | 选区单位内的选举结果       | 选区单位内的选举结果              | 选区单位内的选举结果       | 参考资料                   |
| 选举项目                   | 选举范围                   | 选区单位                   | 第一轮胜出者               | 第一轮胜出者                      | 支持率                     | 第二轮胜出者               | 第二轮胜出者                      | 支持率                     | 参考资料                   |
| -------------------------- | -------------------------- | -------------------------- | -------------------------- | --------------------------------- | -------------------------- | -------------------------- | --------------------------------- | -------------------------- | -------------------------- |
| 2017年法國總統選舉         | 法國                       | 市镇                       |                            | 玛丽娜·勒庞                       | 34.54%                     |                            | 玛丽娜·勒庞                       | 51.21%                     | [ 25 ]                     |
| 2017年法国立法选举         | 埃罗省第八选区             | 市镇                       |                            | 热拉尔·普拉托                     | 31.32%                     |                            | 尼古拉·代穆兰                     | 51.45%                     | [ 25 ]                     |
| 2019年欧洲议会选举         | 法國                       | 市镇                       |                            | 若尔当·巴尔代拉                   | 36.92%                     | （不适用）                 | （不适用）                        | （不适用）                 | [ 27 ]                     |
| 2021年法国省级选举         | 埃罗省                     | 县                         |                            | 皮埃尔·布尔杜瓦尔 西尔薇·普拉代勒 | 43.36%                     |                            | 皮埃尔·布尔杜瓦尔 西尔薇·普拉代勒 | 55.71%                     | [ 28 ]                     |
| 2021年法国省级选举         | 埃罗省                     | 市镇                       |                            | 皮埃尔·布尔杜瓦尔 西尔薇·普拉代勒 | 49.59%                     |                            | 皮埃尔·布尔杜瓦尔 西尔薇·普拉代勒 | 55.67%                     | [ 28 ]                     |
| 2021年法国大区选举         | 奧克西塔尼大區             | 市镇                       |                            | 卡萝尔·代尔加                     | 41.24%                     |                            | 卡萝尔·代尔加                     | 54.69%                     | [ 29 ]                     |
| 2022年法国总统选举         | 法國                       | 市镇                       |                            | 玛丽娜·勒庞                       | 33.33%                     |                            | 玛丽娜·勒庞                       | 57.13%                     | [ 25 ]                     |
| 2022年法国立法选举         | 埃罗省第八选区             | 市镇                       |                            | 塞德里克·德拉皮埃尔               | 32.81%                     |                            | 塞德里克·德拉皮埃尔               | 56.74%                     | [ 25 ]                     |

## 人口
2019年，弗龙蒂尼昂市镇人口数量为23,028，在法国排名第390位。其中男性10,797人，女性12,231人，75岁及以上人口占10.3%，外籍人口数量为882人，人口密度为726人/平方公里，当地居民被称为（男性）或（女性）。2020年，弗龙蒂尼昂境内出生215人，死亡人口279人。
| 弗龙蒂尼昂1901年－2019年人口变化情况 |
|                                      |
| 数据来源：Cassini、INSEE             |

## 经济

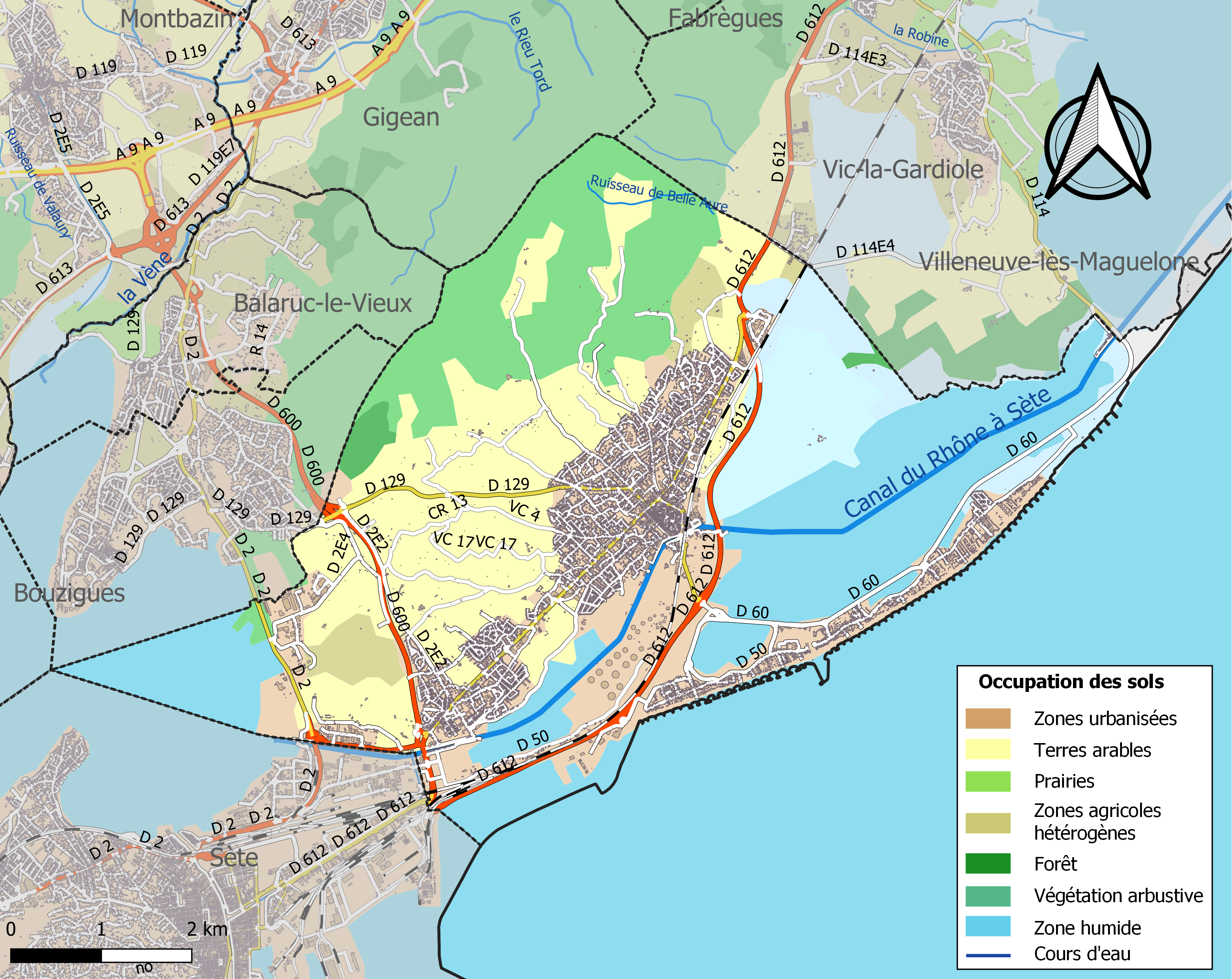
弗龙蒂尼昂土地利用情况地图

弗龙蒂尼昂是一个区域性的中心城市。截止2022年11月，弗龙蒂尼昂市镇范围内共有各类用人单位（包含自雇）3,958家，平均历史为15年，其中99.14%为中小型企业（PME），2022年9月至11月间，当地的经济活力指数为0.78%。（农副产品销售）、（零售）及（汽车销售）是当地2021年营业额最高的三个企业，分别为59,136,879欧元、28,306,485欧元和9,944,426欧元。

## 财政与居民收入
2020年，弗龙蒂尼昂的财政收入总额为35,210,900欧元，财政支出总额为31,789,400欧元，当年的债务总额为26,248,400欧元。2021年，弗龙蒂尼昂市镇共获得4,703,188欧元的国家财政补助，比上一年增加了0.66%。
2020年，弗龙蒂尼昂的人均月收入总额为2,088欧元，其中高级职员为3,432欧元，低于法国平均水平（4,230欧元）；中级职员为2,320欧元，低于法国平均水平（2,411欧元）；普通职员为1,695欧元，亦低于法国平均水平（1,740欧元）。
2019年，弗龙蒂尼昂境内的青壮年（15至64岁）失业率为15.7%，当地43.9%的家庭拥有纳税资格，平均纳税3,076欧元，低于法国平均水平（3,910欧元）。

## 社会事务

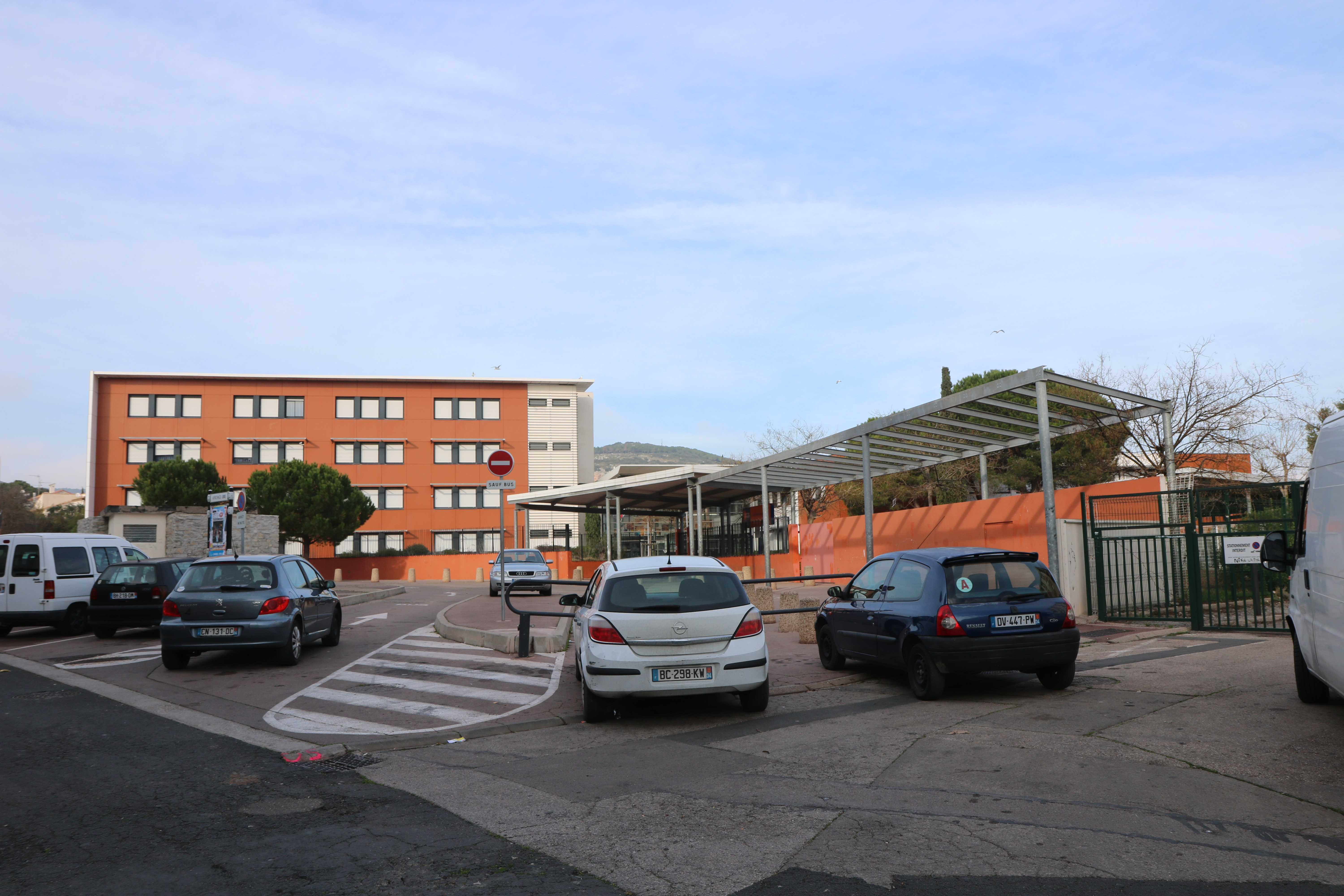
莱德潘初级中学

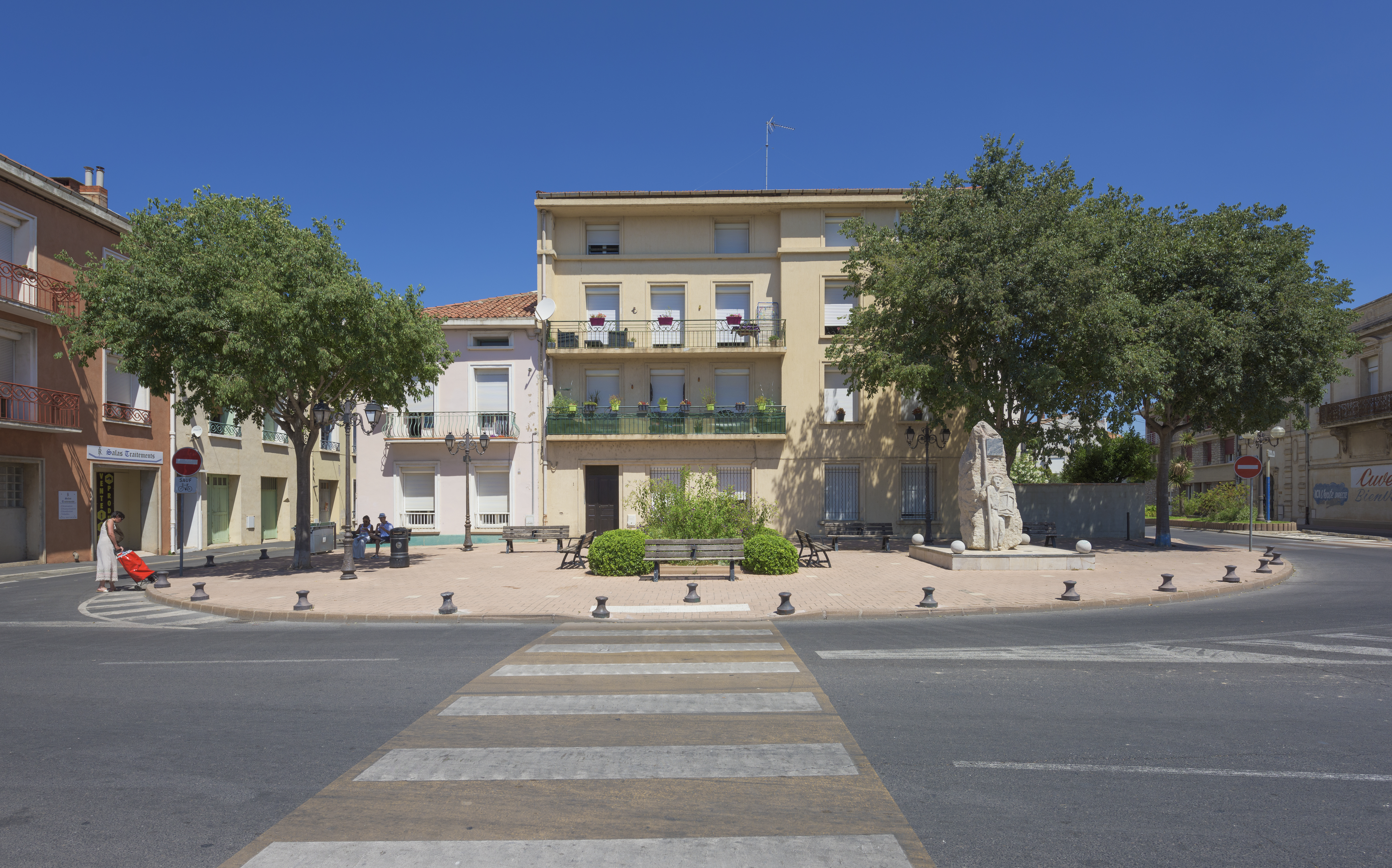
弗龙蒂尼昂镇中心的伏尔泰广场

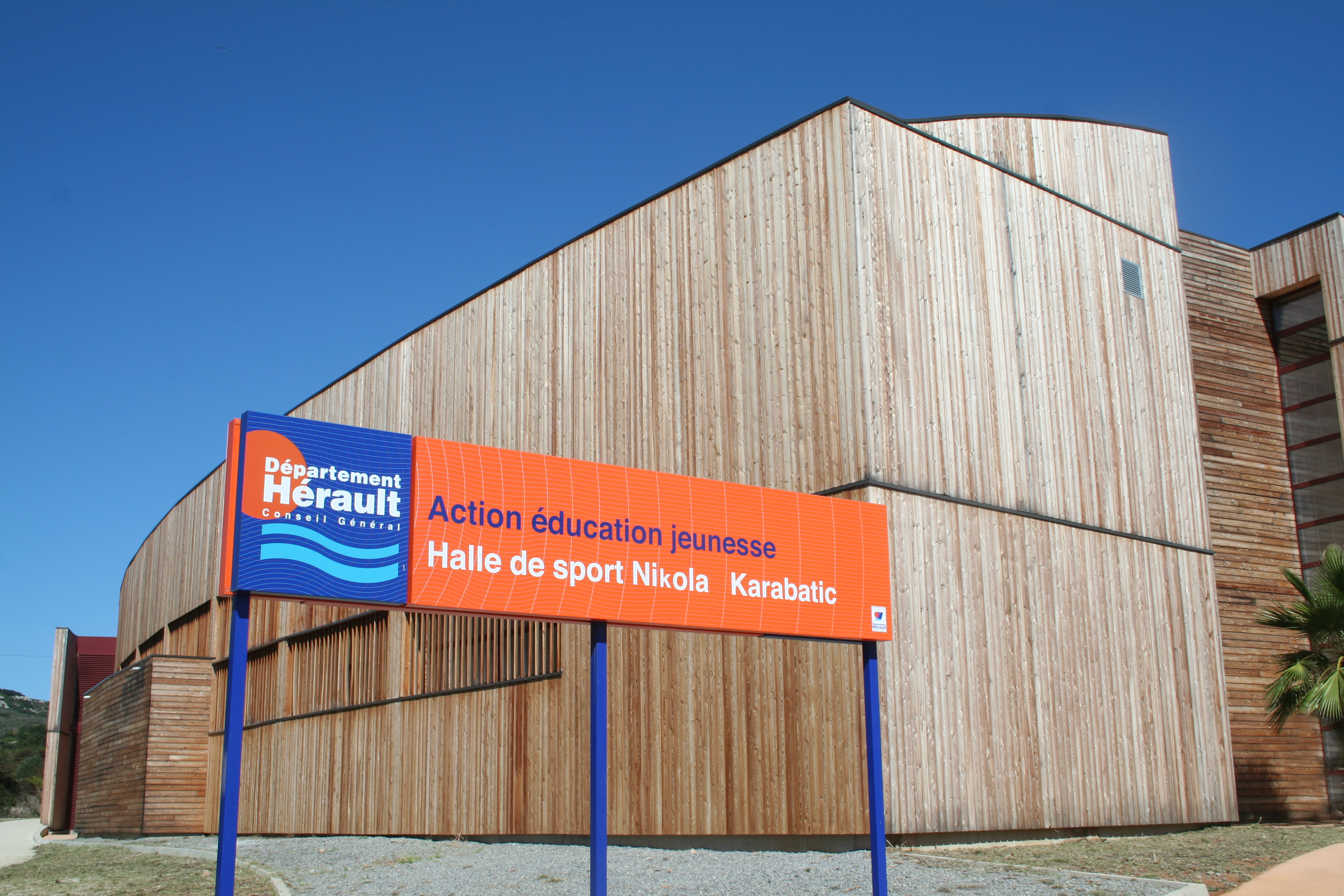
弗龙蒂尼昂体育馆

### 教育
弗龙蒂尼昂属于蒙彼利埃学区。截止2021年1月1日，弗龙蒂尼昂境内共有4所幼儿园、7所小学、3所初级中学和1所农业高中。2018至2019学年度，弗龙蒂尼昂境内共有在校中等教育阶段学生1,630名。

### 医疗
截止2021年1月1日，弗龙蒂尼昂境内共有全科医生24名、保健师45名、牙医13名、护士52名、耳科医生1名、眼科医生1名、皮肤科医生1名和助产士2名。境内共有药房8家、残疾人帮扶中心4家。
距离弗龙蒂尼昂最近的区域性医疗机构为托潟湖医疗集团（Hôpitaux du Bassin de Thau），其主病区圣克莱尔医院（Hôpital Saint Clair）位于塞特市区，距离弗龙蒂尼昂市区的正常车程约20分钟，该院设有床位250个，是当地规模最大的公立综合性医院。

### 住房
2019年，弗龙蒂尼昂境内共有各类住房14,038套，其中56.2%为独立式居民区，43.1%为集中式居民区。常住房屋占弗龙蒂尼昂市镇范围内居民建筑总量的73.6%。
在住房保障政策方面，2021年，弗龙蒂尼昂境内共有2,256户家庭获得了住房经济补助，受益人数占总人口数量的9.8%，其中2,149份为房租补助。

### 商业
2021年，弗龙蒂尼昂境内共有各类实体商铺580家，其中餐厅86家、大型超市7家、杂货店11家、面包房19家、肉铺6家、书店4家、装饰品店1家、银行门店9家、美容美发店39家、汽车维修店25家。镇中心建有一家家乐福便民超市，市区南部则建有Intermarché大型购物商场。

### 体育
2021年，弗龙蒂尼昂境内共有1家游泳池、4间体育馆、10处网球场、2处足球或橄榄球场以及3处篮球或排球场。
截至2022年11月，弗龙蒂尼昂境内共有两家注册足球俱乐部。弗龙蒂尼昂运动员未来体育俱乐部（Avenir Sportif Frontignan Athletic Club，编号503214）是当地的代表性足球队，其主队2022至2023赛季参加奥克西塔尼大区足球联赛甲组（法国第六级别），其主场为吕西安·让球场（Stade Lucien Jean）。

### 环境
弗龙蒂尼昂的环境事务由其所属的塞特地中海城市圈公共社区联合各级政府协调负责。2021年，弗龙蒂尼昂境内共有6家污染企业。

### 治安
弗龙蒂尼昂及其附近的共2个市镇是塞特警区的管辖范围。2020年，该警区累计记录各类案件3,451起，其中盗窃类案件1,903起，经济类案件375起，毒品交易类案件182起。

## 文化
2021年，弗龙蒂尼昂境内共有1家电影院和1家博物馆。弗龙蒂尼昂市政府提供蒙田多媒体中心（Médiathèque Montaigne），每周二至六向公众开放。

### 建筑
弗龙蒂尼昂境内有多处历史建筑，其中圣保罗教堂、佩尼唐小教堂等为法国国家文物保护单位。

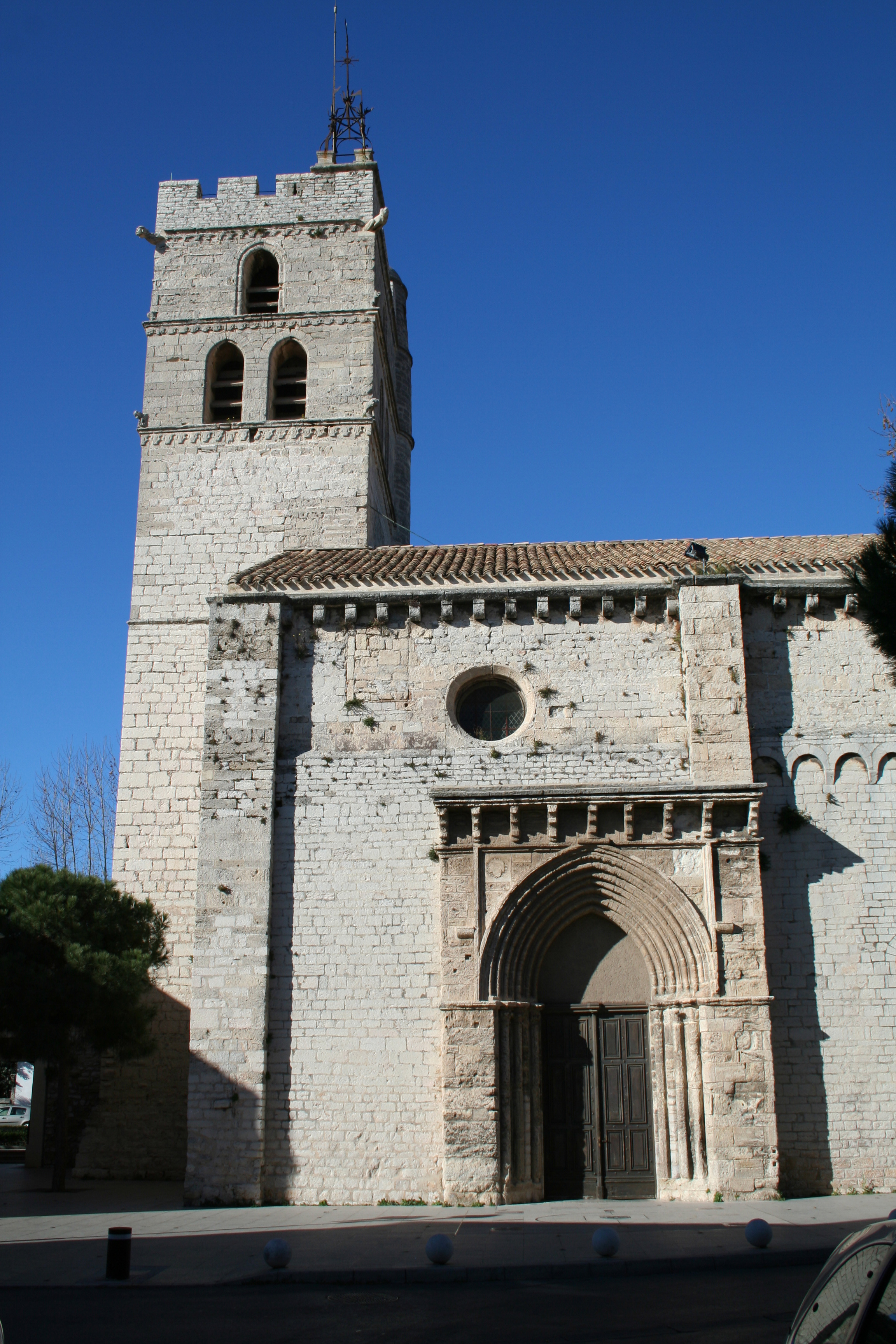
圣保罗教堂（法语：Église Saint-Paul de Frontignan）
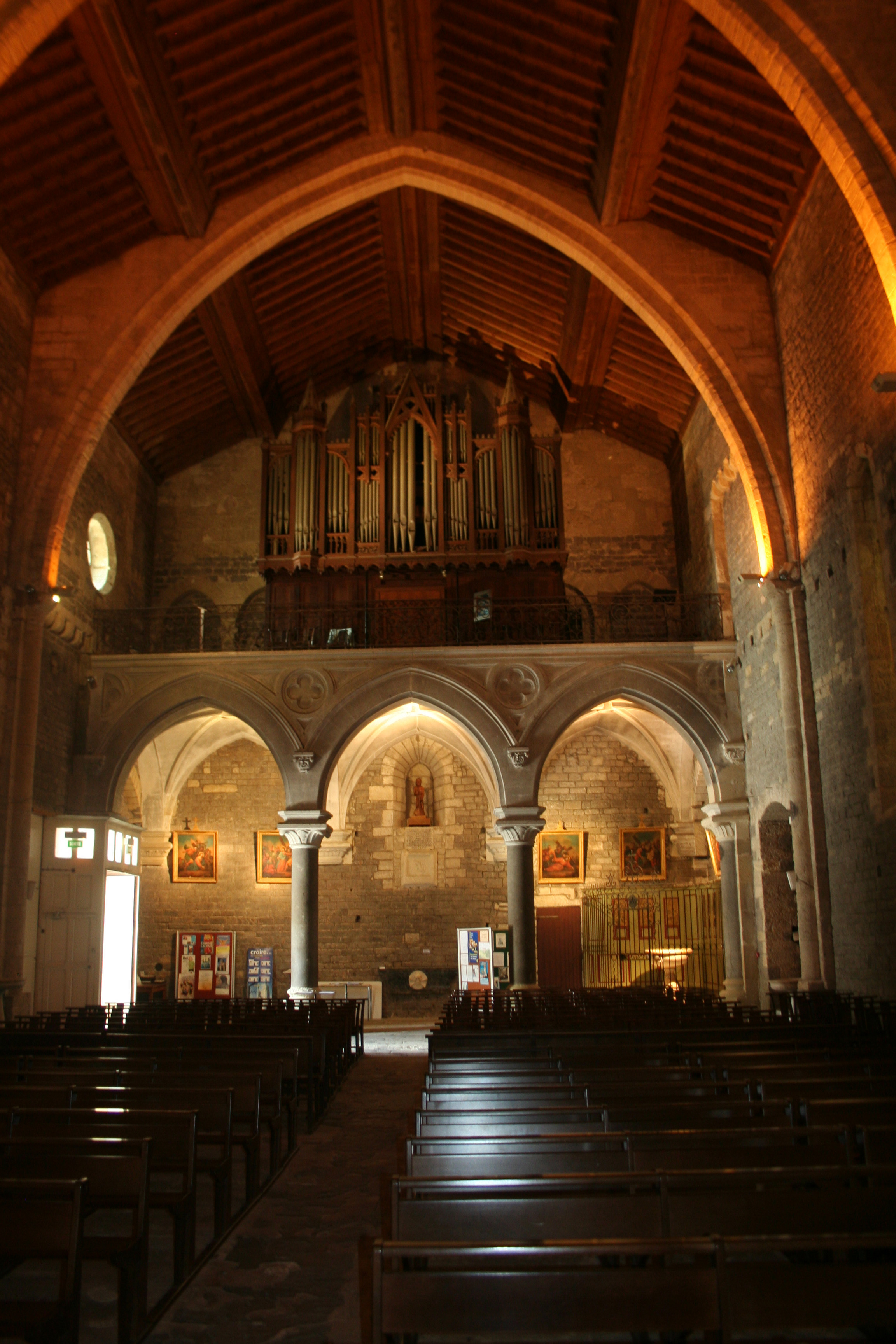
教堂大厅
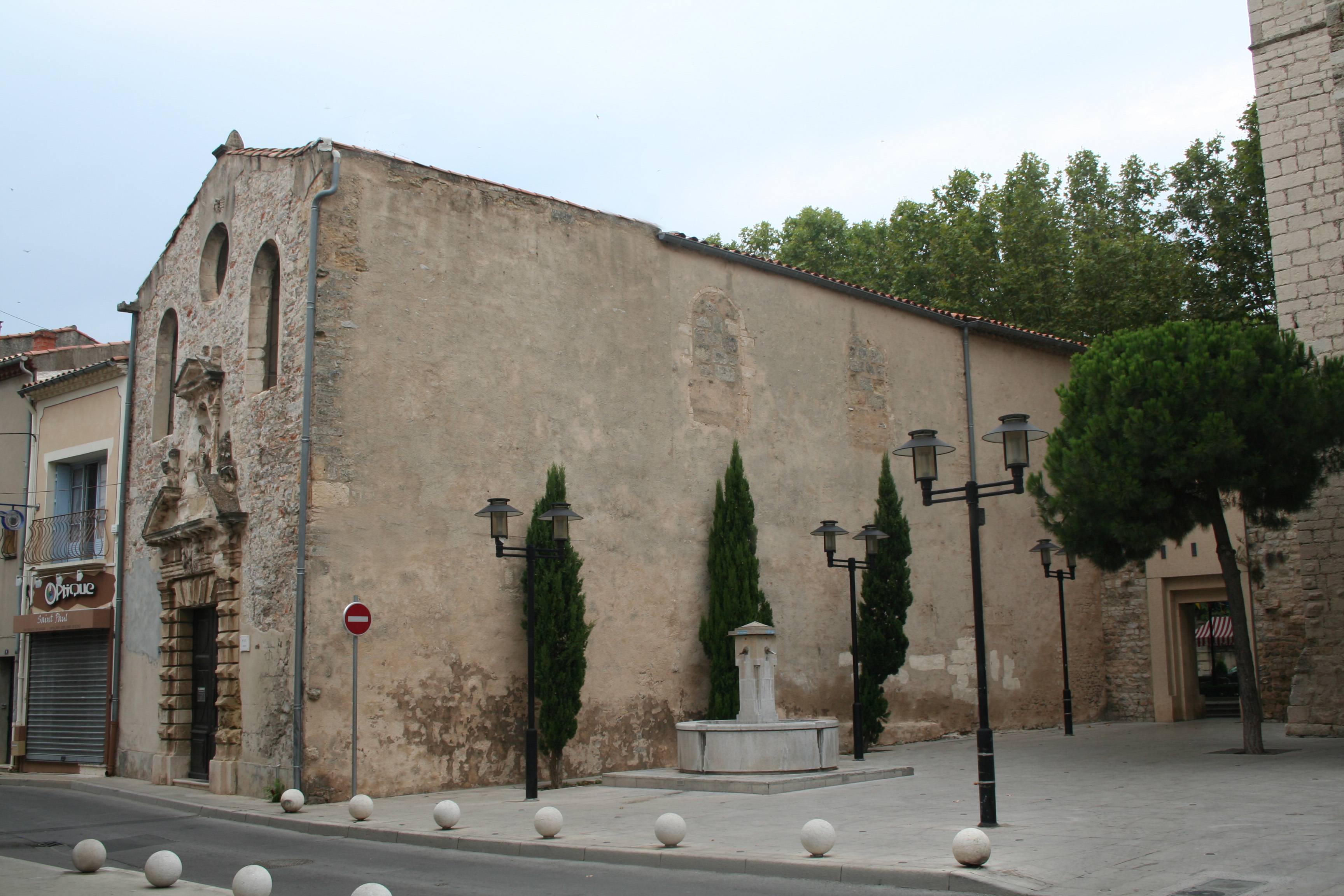
佩尼唐小教堂（法语：Chapelle des Pénitents de Frontignan）
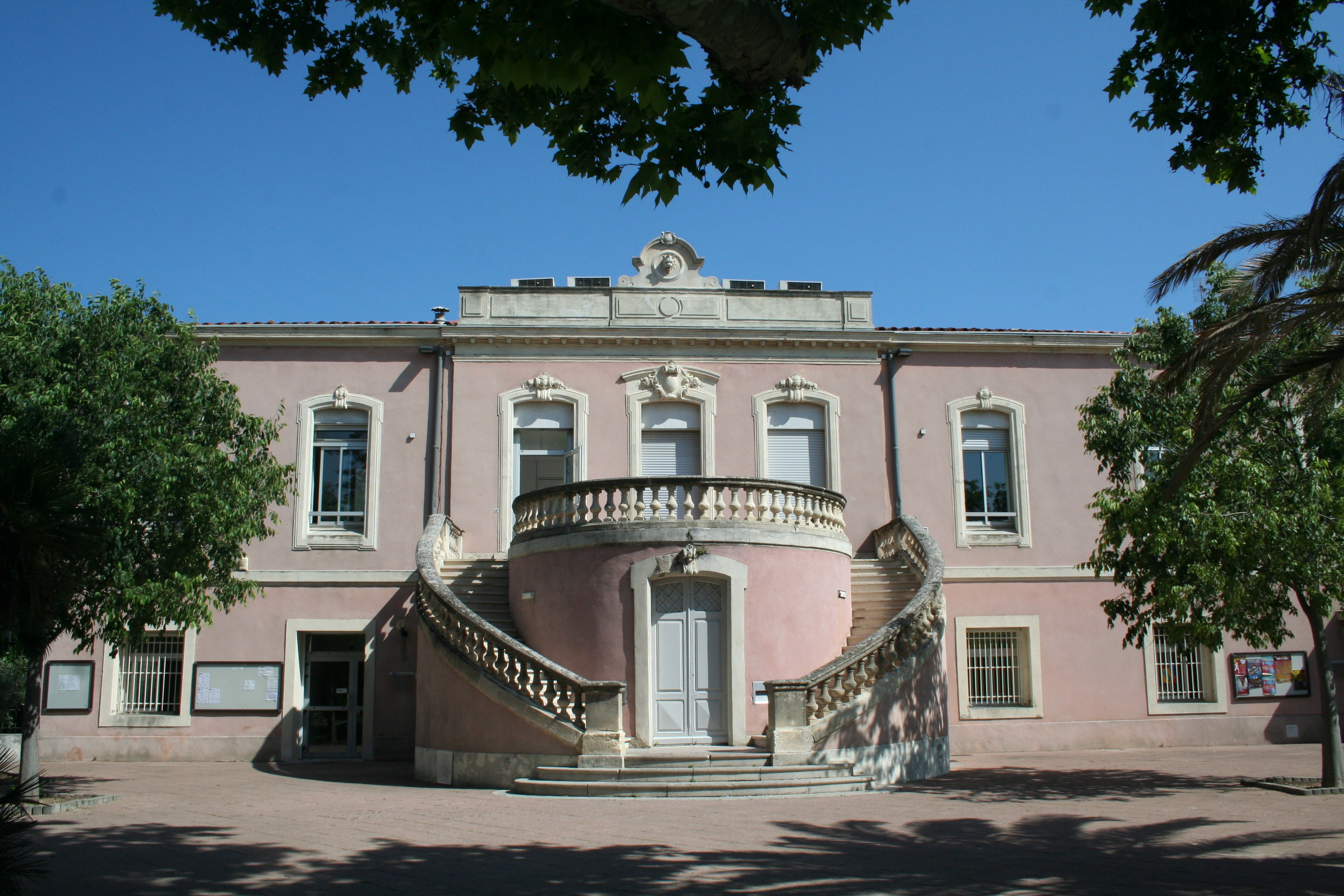
伏尔泰宫
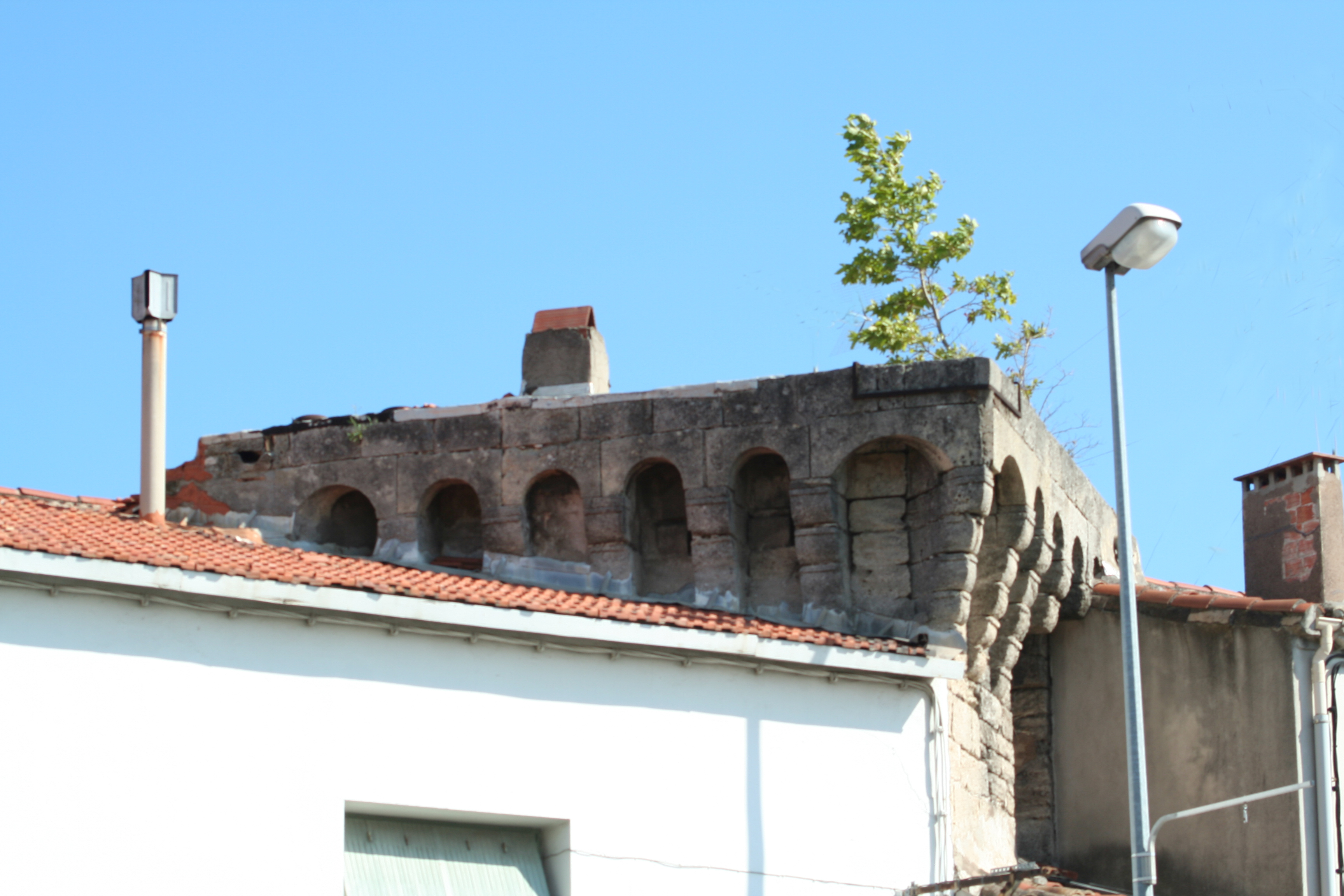
塔楼
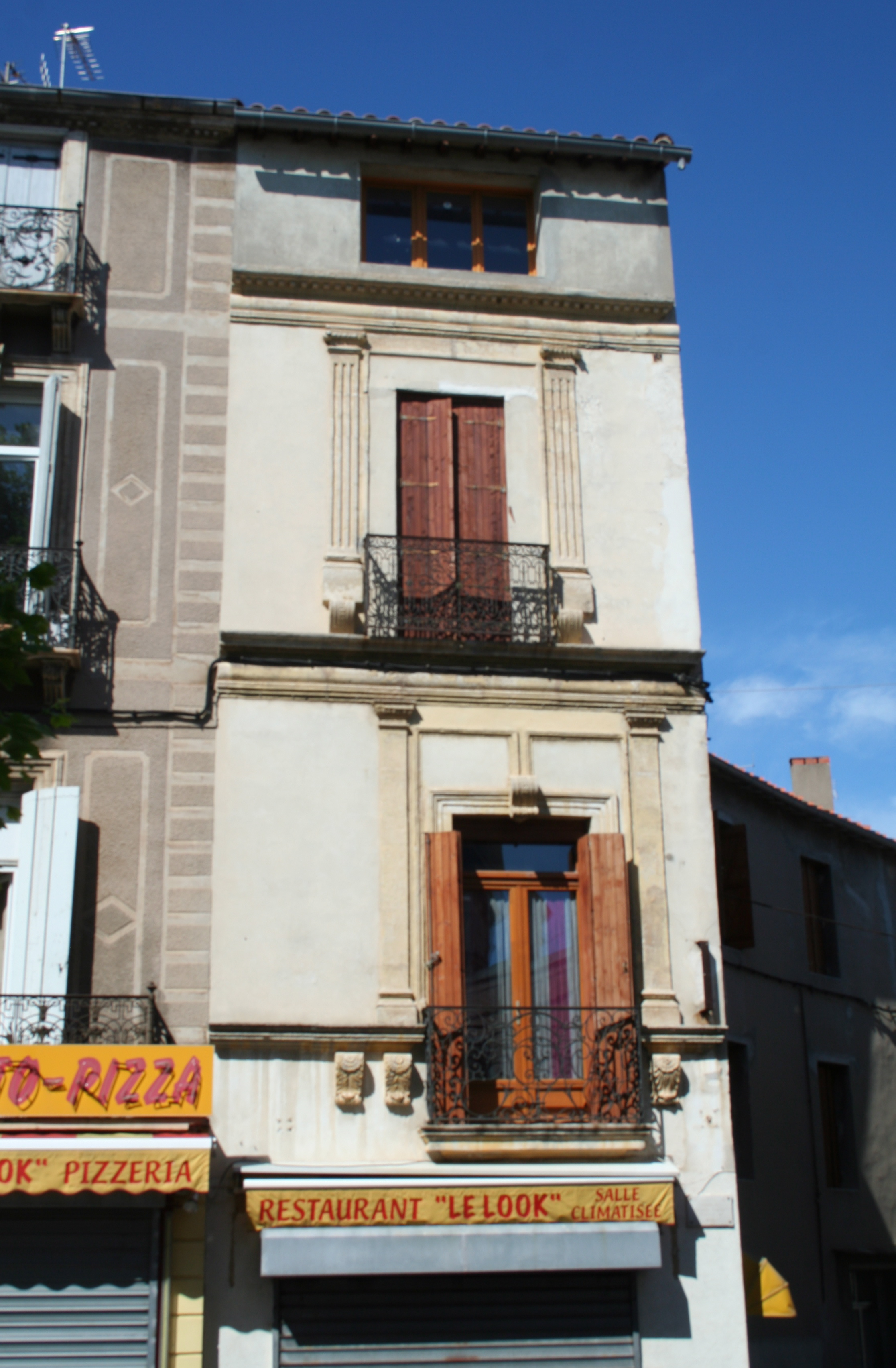
民居
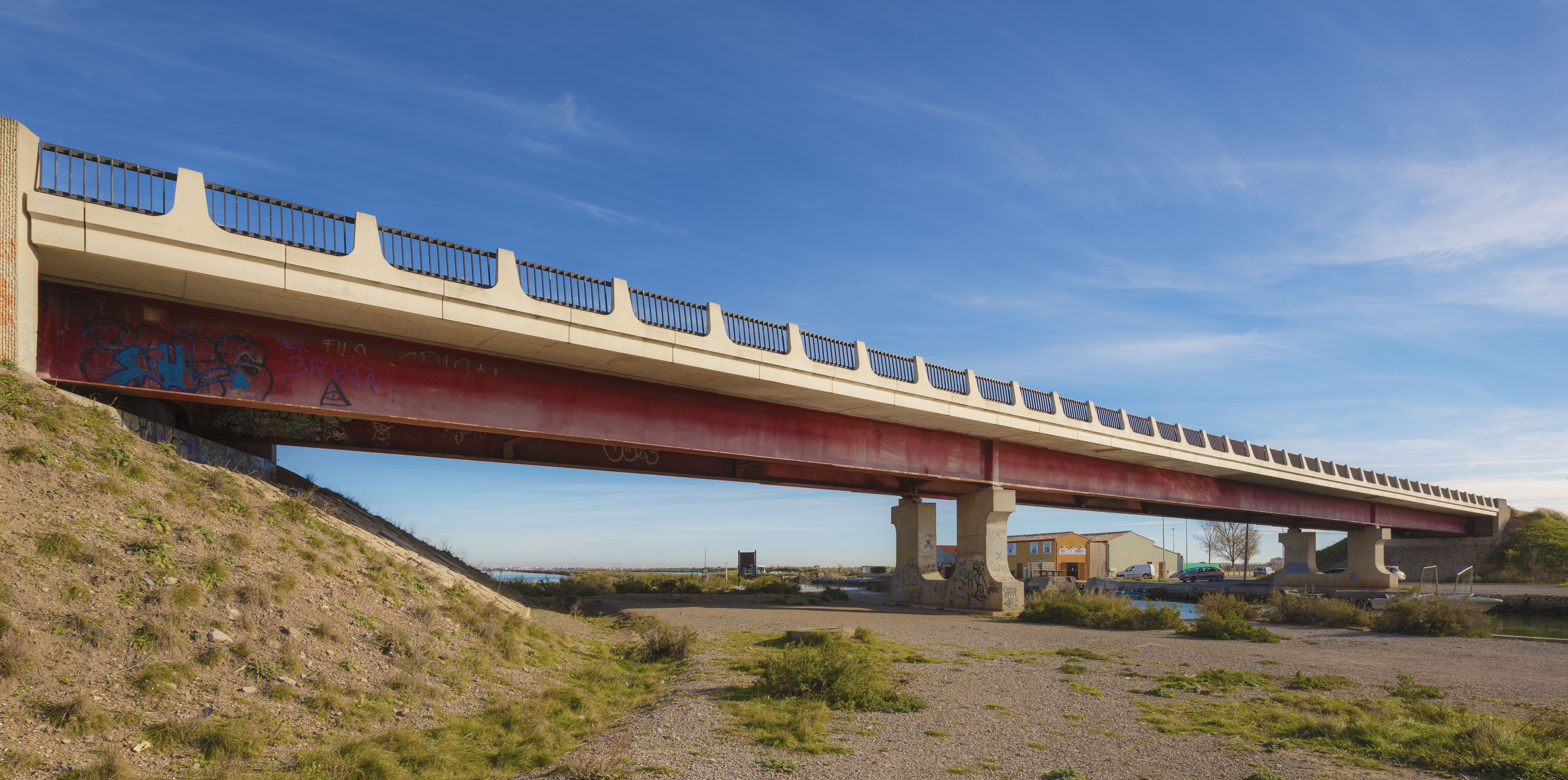
运河桥

### 旅游
弗龙蒂尼昂的旅游事务由其所属的塞特地中海城市圈公共社区负责。2022年，弗龙蒂尼昂境内共有3家酒店共计136间房间；另有6个露营地，可容纳共525辆露营车。

### 媒体
法国主要的媒体均可在弗龙蒂尼昂接收，法国电视三台下属的奥克西塔尼大区频道在部分时段播出弗龙蒂尼昂所属区域的地方新闻。奥克西塔尼蒙彼利埃电视台、《自由南部》、蓝色法兰西埃罗广播等是当地主要的地方性媒体。

## 相关人物
法国数学家尼古拉·菲兹和历史学家皮埃尔·维拉尔出生于弗龙蒂尼昂。

## 友好城市
截至2022年11月，弗龙蒂尼昂共与四座城市互为友好城市关系：
- 義大利 加埃塔
- 摩洛哥 迈迪格
- 西班牙 滨海皮内达
- 葡萄牙 维泽拉